# Massif de Cauterets
Le massif de Cauterets est un massif de montagnes de la chaîne des Pyrénées situé entre le département des Hautes-Pyrénées en région Occitanie, en France, et la province de Huesca dans la communauté autonome d'Aragon, en Espagne. Il mesure 23 km de long pour 11,5 km de large, et culmine au pic de Cambalès à 2 965 mètres,.
Géologiquement parlant, à cause de la nature plutonique de ses roches et de sa position centrale dans la chaîne, le massif de Cauterets fait partie de la zone axiale des Pyrénées. Le nord du massif est composé de roches sédimentaires.
Le massif suit une crête suivant une direction nord-est à sud-ouest, depuis Argelès-Gazost au nord-est, jusqu'à la frontière franco-espagnole au sud-ouest. Le massif est aussi appelé :
- massif du Cabaliros, d'après le pic du Cabaliros (2 332 m) dans son secteur nord-est ;
- massif du Moun Né, d'après le Moun Né (2 724 m) dans sa partie centrale nord ;
- massif du Barbat, d'après le grand Barbat (2 813 m) dans sa partie centrale sud ;
- massif du Marcadau, d'après le port du Marcadau (2 541 m) sur la frontière franco-espagnole qui a ensuite donné son nom à toute la vallée du Marcadau puis par extension à la zone montagneuse des lacs se trouvant autour.

## Toponymie
Le massif tire son nom de la ville de Cauterets située en contrebas à l'est dans la vallée de Cauterets.

## Géographie

### Situation, topographie
Le massif de Cauterets est défini ici dans son sens large, à savoir le massif de montagnes compris entre deux vallées profondes qui partent de la commune d'Argelès-Gazost au nord et courent vers le sud jusqu'à la frontière franco-espagnole (faite d'une crête transversale ouest-est de hauts sommets pyrénéens) :
- à l'ouest le val d'Azun avec la vallée d'Estaing puis la vallée d'Arrens jusqu'au port de la Peyre Saint-Martin ;
- à l'est la vallée de Cauterets puis la vallée du Marcadau jusqu'au cirque du Marcadau, dont fait partie la Petite Fache (2 945 m), le second plus haut sommet du massif.

Au sud, le massif est séparé du massif des Pics-d'Enfer par une ligne qui part à l'ouest du Campoplano, remonte le ruisseau vers l'est jusqu'aux ibones de la Facha, passe la frontière franco-espagnole au niveau du col de la Fache, descend le long des lacs de la Fache, et finit à la confluence avec le ruisseau du Port du Marcadau dans le cirque du Marcadau.
Le massif constitue une unité homogène de relief : ainsi il n'y a pas de vallée transversale ouest-est qui couperait le massif en deux, et l'on peut suivre la ligne sommitale du massif depuis Argelès-Gazost au nord jusqu'au pic de Cambalès au sud (même si cette ligne zigzague au niveau sud du massif). La ligne des sommets du nord au sud inclut : pic du Cabaliros - Moun Né - Grand Barbat - pic Arrouy - pic de Bernat Barrau - Peyregnets de Cambalès - pic de Cambalès.
Le pic de Cambalès (2 965 m) est le sommet le plus élevé de tout le massif et se trouve sur la crête des hauts sommets pyrénéens de la frontière franco-espagnole, soit tout au sud du massif. Le Grand Barbat (2 813 m) est un sommet secondaire mais c'est le sommet le plus élevé situé au centre du massif. Ajouté au fait que le Grand Barbat est un pic pyramidal isolé et bien visible, la zone centrale du massif est alors parfois nommée « massif du Barbat ».
On appelle parfois aussi « massif de Cauterets » la zone à l'est de la vallée du Marcadau, c'est-à-dire la petite vallée de Gaube et les deux versants adjacents, alors que cette zone fait partie du massif du Vignemale dont les hauts sommets terminent la vallée de Gaube. Cette petite zone est plutôt appelée « massif de Gaube ».
À l'est, à partir de la vallée du Marcadau, le nord du massif du Vignemale (massif de Gaube) et le flanc ouest du massif d'Ardiden sont sur le pluton dit « pluton oriental de Cauterets » et différent du pluton occidental de Cauterets,. La vallée du Marcadau constitue donc une limite à la fois au niveau du relief et de la nature des roches.
Côté espagnol, au sud de la crête frontière, commencent le massif des Pics-d'Enfer au sud-ouest et le massif de Panticosa au sud-est, sous-tendu par le « pluton de Panticosa » jusqu'au Grand pic de Péterneille et au-delà,. Ainsi côté français, la petite zone triangulaire dominée par le Grand pic de Péterneille n'appartient ni au massif de Cauterets ni au massif du Vignemale, mais au massif de Panticosa.
| Val d'Azun Massif du Granquet                   | Argelès-Gazost      | Vallée de Cauterets                    |
| Vallée d'Estaing Massif du Pic-du-Midi-d'Arrens | massif de Cauterets | Vallée de Cauterets Massif d'Ardiden   |
| Massif des Pics-d'Enfer                         | Massif de Panticosa | Vallée du Marcadau Massif du Vignemale |

#### Principaux sommets

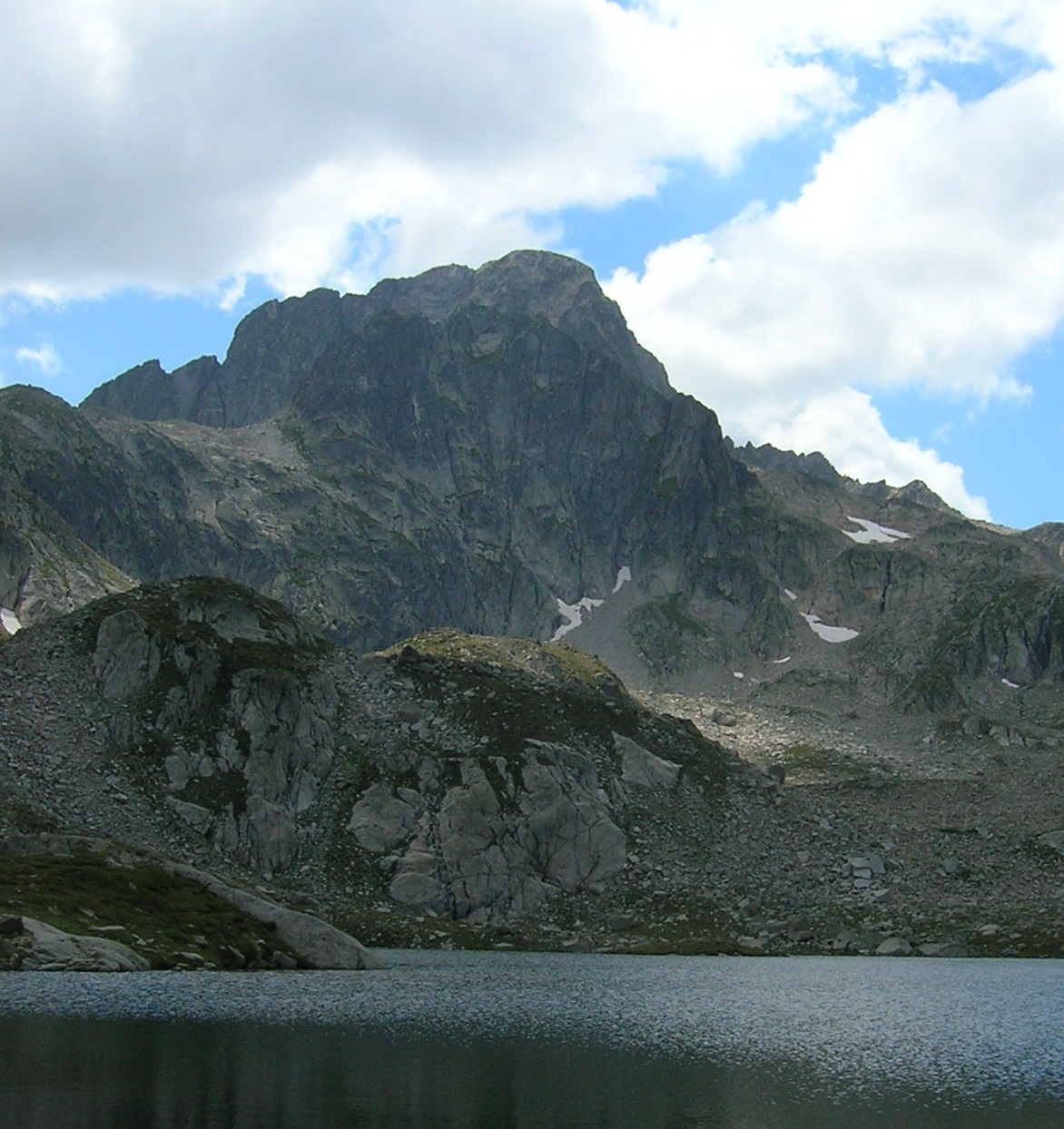
Face nord du pic de Cambalès.

| Sommet           | Altitude (mètres) | Coordonnées                 |
| ---------------- | ----------------- | --------------------------- |
| Pic de Cambalès  | 2 965             | 42° 49′ 25″ N, 0° 14′ 36″ O |
| Petite Fache     | 2 945             | 42° 49′ 04″ N, 0° 14′ 08″ O |
| Pène d'Aragon    | 2 918             | 42° 49′ 09″ N, 0° 14′ 27″ O |
| Pic Ruben Pantet | 2 867             | 42° 49′ 15″ N, 0° 13′ 46″ O |
| Grand Barbat     | 2 813             | 42° 51′ 55″ N, 0° 11′ 42″ O |
| Pic Arrouy       | 2 785             | 42° 50′ 57″ N, 0° 12′ 02″ O |
| Moun Né          | 2 724             | 42° 53′ 36″ N, 0° 10′ 02″ O |
| Pic du Cabaliros | 2 332             | 42° 55′ 48″ N, 0° 07′ 32″ O |

### Géologie
Les roches actuelles de surface sont composées de strates géologiques issues de roches plutoniques de type granite.
Le nord du massif jusqu'au Grand Barbat est composé en surface de roches sédimentaires formées au cours Protérozoïque puis du Paléozoïque (Silurien, Dévonien et Carbonifère).
La zone sud du massif, à partir du Grand Barbat inclus, est composé de roches plutoniques de nature granitique, car situées sur un pluton nommé « pluton occidental de Cauterets » qui regroupe aussi le massif du Balaïtous à l'ouest,. Ce pluton fait de roches dures explique la présence de nombreux petits lacs glaciaires dans la zone sud et qui sont regroupés sous le nom de « massif du Marcadau » (toutefois, ce nom n'englobe pas la zone du Grand Barbat et ses lacs, bien que ceux-ci soient aussi taillés dans les mêmes roches plutoniques).
Au Paléogène, de −66 à −23 Ma, la remontée vers le nord de la plaque africaine entraîne avec elle la plaque ibérique. Celle-ci, coincée entre la plaque africaine au sud et la plaque européenne au nord, va entrer en collision avec elles, formant la cordillère Bétique au sud et la chaîne des Pyrénées au nord. Au niveau de la zone du massif de Cauterets, les roches sont alors progressivement comprimées et remontées en altitude entre −53 et −33 Ma durant l'Éocène, puis l'érosion enlève les roches sédimentaires pour ne laisser à nu que les roches plutoniques actuelles plus dures.

## Activités humaines

### Économie

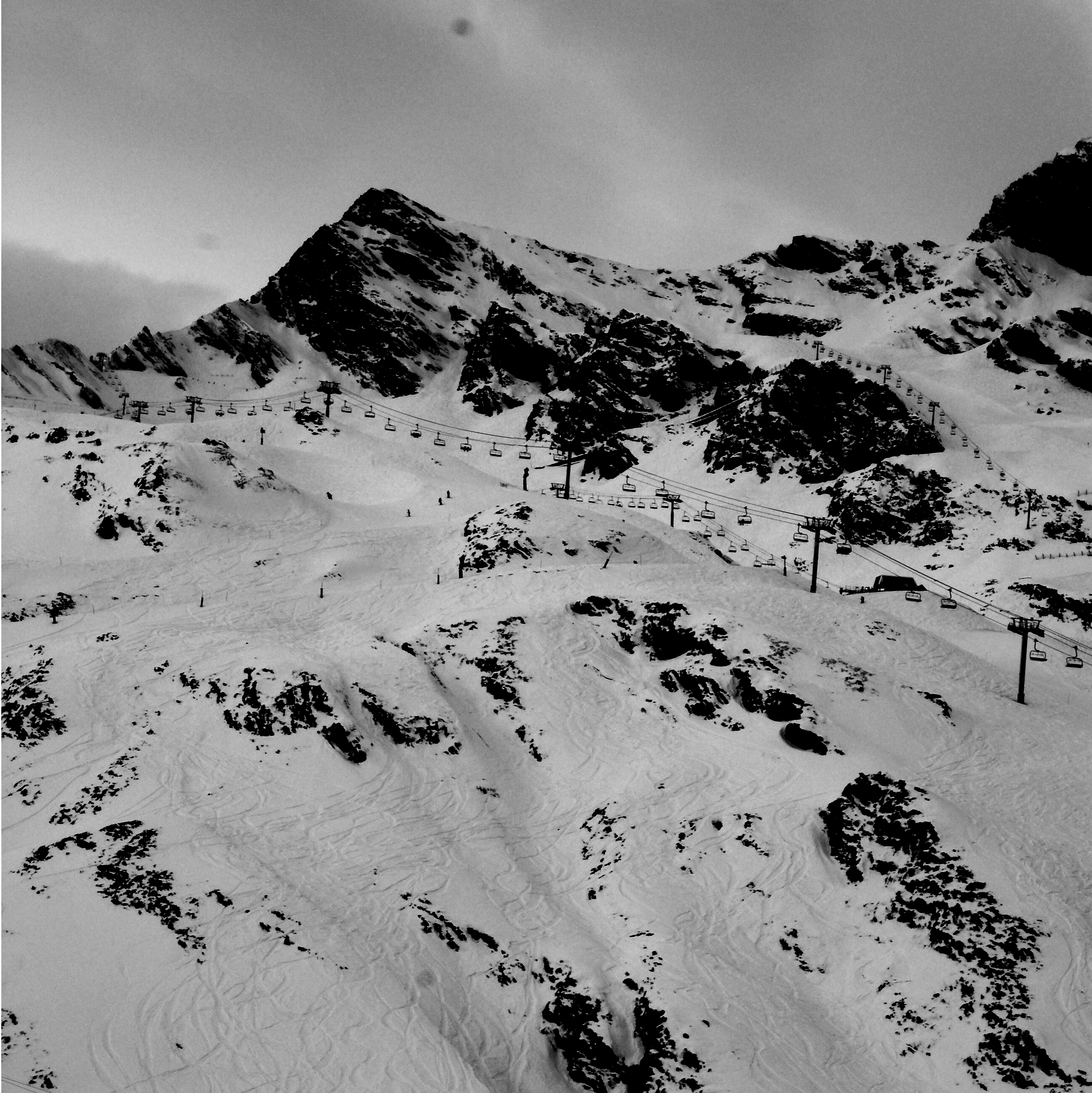
Station de Cauterets.

- Stations de ski de Cauterets